# Johannes Stumpf (ingenjör)
Johannes Stumpf, född 6 april 1863 i Mülheim am Rhein, död 18 november 1936, var en tysk ingenjör.
Stumpf var 1896-1930 professor vid tekniska högskolan i Charlottenburg (Berlin). Han blev berömd för uppfinnandet av den så kallade likströmsångmaskinen.